# Grießkogel (Steinernes Meer)
De Grießkogel is een berg in de deelstaat Salzburg, Oostenrijk. De berg heeft een hoogte van 2543 meter.
De Grießkogel is onderdeel van het Steinernes Meer, dat weer deel uitmaakt van de Berchtesgadener Alpen.